# Serie D 1982-1983
La Serie D 1982-1983 è stata la quarta divisione del campionato italiano di pallamano maschile per la stagione sportiva 1982-1983.

## Formula
- Fase regolare: furono disputati diversi gironi regionali composti da un numero variabile di squadre ciascuno con partite di andata e ritorno.
- Promozioni: la prima classificata di ciascun girone fu promossa in serie C nella stagione successiva.

## Squadre promosse
- Girone Piemonte-Liguria: Ticineto
- Girone Lombardia: Arci Chiari
- Girone A Veneto-Friuli-Venezia Giulia: Quarto d'Altino
- Girone B Veneto-Friuli-Venezia Giulia: Este
- Girone Emilia-Romagna: Forlì
- Girone Toscana:  Follonica
- Girone Marche:  Fossombrone
- Girone Lazio-Umbria: Terni
- Girone Abruzzo-Molise-Puglia:  Pescara (B)
- Girone A Campania:  Scafati (B)
- Girone B Campania: Aversa
- Girone A Calabria: UISP Catanzaro
- Girona B Calabria: Cosenza
- Girone Puglia:  Junior Fasano
- Girone A Sicilia:  Palermo
- Girone B Sicilia: Castagnola
- Girone C Sicilia: Naro
- Girone D Sicilia: Virtus Messina
- Girone Sardegna: Germania Cagliari